# L'Été du no future
 (septembre 2023).
Si vous disposez d'ouvrages ou d'articles de référence ou si vous connaissez des sites web de qualité traitant du thème abordé ici, merci de compléter l'article en donnant les références utiles à sa vérifiabilité et en les liant à la section « Notes et références ».
Albums de Ludwig von 88
Le Printemps du pogo
(2023) L'Automne de l'anarchie
(2023)
L'Été du no future est le onzième album studio du groupe de punk rock français Ludwig von 88. Il sort en septembre 2023, dans le cadre du quarantième anniversaire du groupe (« Quarante ans de punk approximatif »). À cette occasion, le groupe publie un titre par semaine chaque vendredi. Cet album regroupe les publications de juillet à septembre 2023 (saison 3) avec un titre inédit en bonus pour l'édition vinyleet le coffret CD.

## Liste des pistes
1. Oui Oui est de retour
2. Destructeurs de mondes
3. J'aime les fleurs
4. Mes amis sont tous morts
5. Dans mon sofa [exclusivité édition vinyle et coffret CD]
6. Donde esta Jipé Ramone ? (Flamenpogo)
7. Claire Fontaine Carnage
8. Crève Salaud
9. Louise sur les barricades
10. Make Love Not War
11. Policeman
12. Quand le vent soufflera dans nos voiles (Ohé matelots !)
13. Gomez (Morticia, Will You Marry Me)
14. Nous les filles de Fukushima